# Ledereragrotis multifida
Ledereragrotis multifida is een vlinder uit de familie van de uilen (Noctuidae). De wetenschappelijke naam van de soort is, als Agrotis multifida, voor het eerst geldig gepubliceerd in 1870 door Lederer.
De soort komt voor in Europa.